# Oldenlandia gibsonii
Oldenlandia gibsonii är en måreväxtart som beskrevs av David A. Halford. Oldenlandia gibsonii ingår i släktet Oldenlandia och familjen måreväxter. Inga underarter finns listade i Catalogue of Life.